# برترام بيلي
برترام بيلي (5 ديسمبر 1874 بأديلايد في أستراليا - 13 أكتوبر 1964) (بالإنجليزية: Bertram Bailey)‏ هو لاعب كريكت أسترالي.

## وصلات خارجية
- برترام بيلي على موقع إي آس بي آن كريك إنفو (الإنجليزية)